# Civitella in Val di Chiana
Civitella in Val di Chiana és un municipi situat al territori de la província d'Arezzo, a la regió de la Toscana (Itàlia).
Limita amb els municipis d'Arezzo, Bucine, Laterina, Monte San Savino i Pergine Valdarno.
Les frazione d'Albergo, Badia al Pino (seu comunal), Ciggiano, Cornia, Oliveto, Pieve a Maiano, Pieve al Toppo, Ponticino, Spoiano, Tegoleto, Tuori i Viciomaggio pertanyen al municipi.

## Galeria fotogràfica

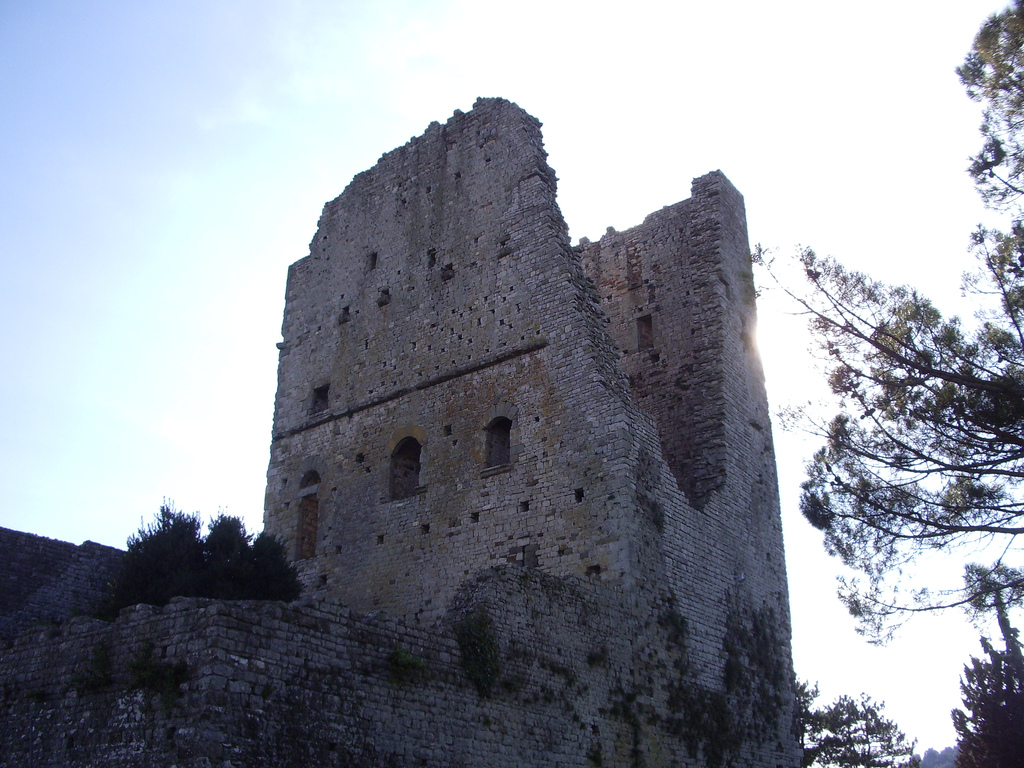
Castell
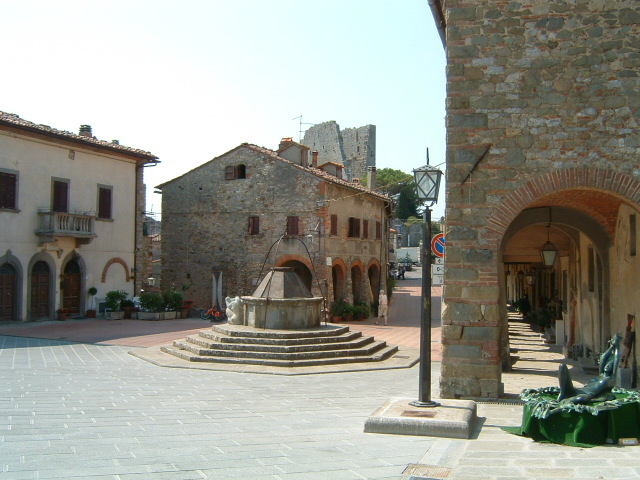
Plaça principal
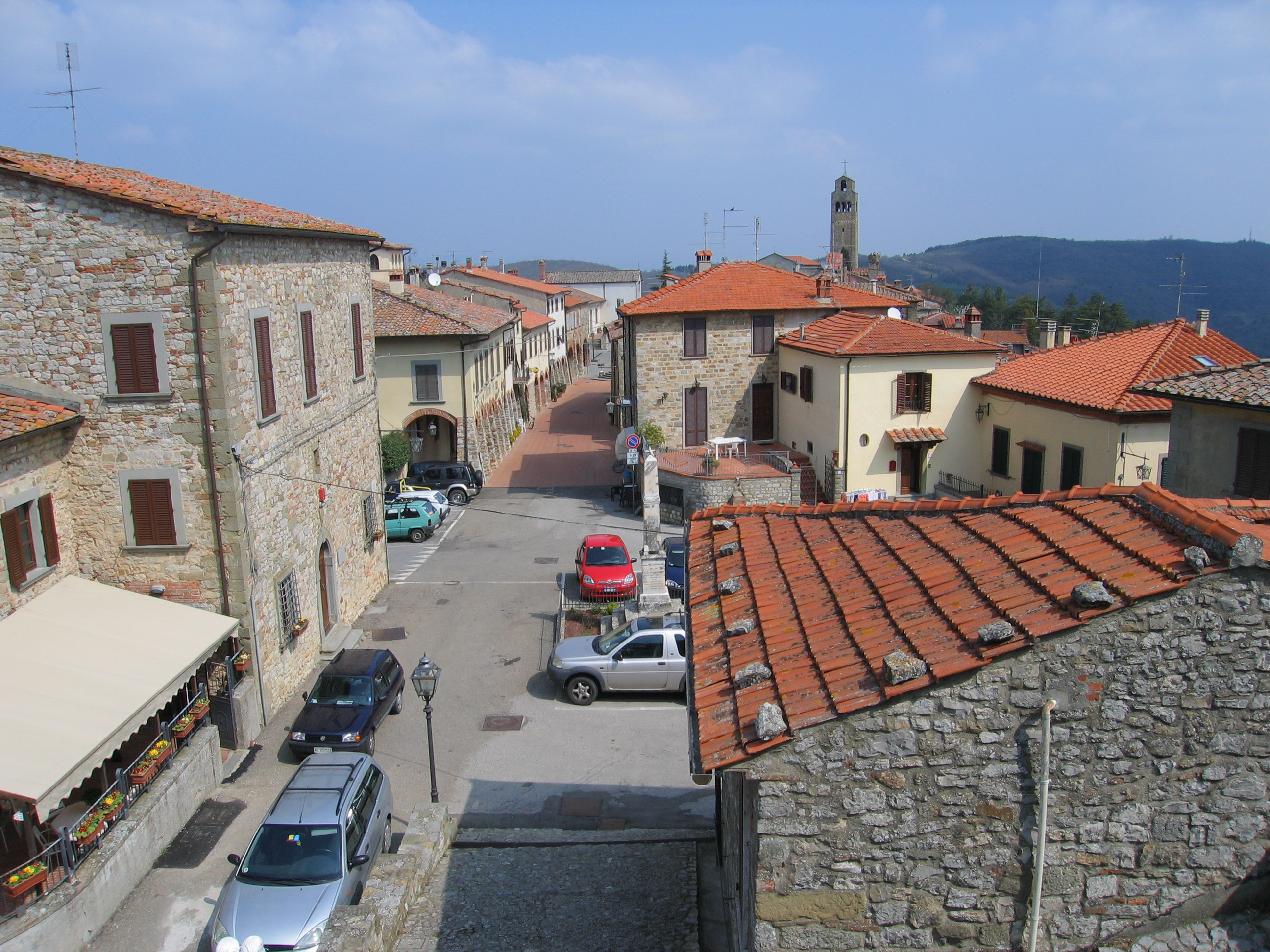
Via Martiri
Església de Sta. Maria